# 塔利莎·迪格斯
塔利莎·迪格斯（英語：Talitha Diggs，2002年8月22日—），美国女子田径运动员，主攻400米短跑，2022年世界田径锦标赛女子4×400米接力金牌得主、2024年世界室内田径锦标赛女子4×400米接力银牌得主。